# Херсонський яхт-клуб
Херсонський яхт-клуб було відкрито у 1908 р. Його головою став князь Олександр Дмитрович Максутов. Приміщення яхт-клубу було збудоване у 1913 р. на стрілці Карантинного острова, що навпроти сучасного річкового вокзалу. Будівництво здійснювалося за фінансової підтримки місцевого поміщика Соколова П.І. В архітектурі будівлі яхт-клубу, що збереглася дотепер, органічно поєднуються цегляна кладка та ажурні дерев'яні деталі. Широкі виносні карнизи, навіси та бесідки надають будівлі південну легкість та вишуканість, а високий цоколь забезпечує захист будівлі від весняних паводків. З оглядового майданчика вежі яхт-клубу відкривається чудовий краєвид на дніпровські плавні й на Херсон. З цієї точки було сфотографовано багато відомих панорам міста.

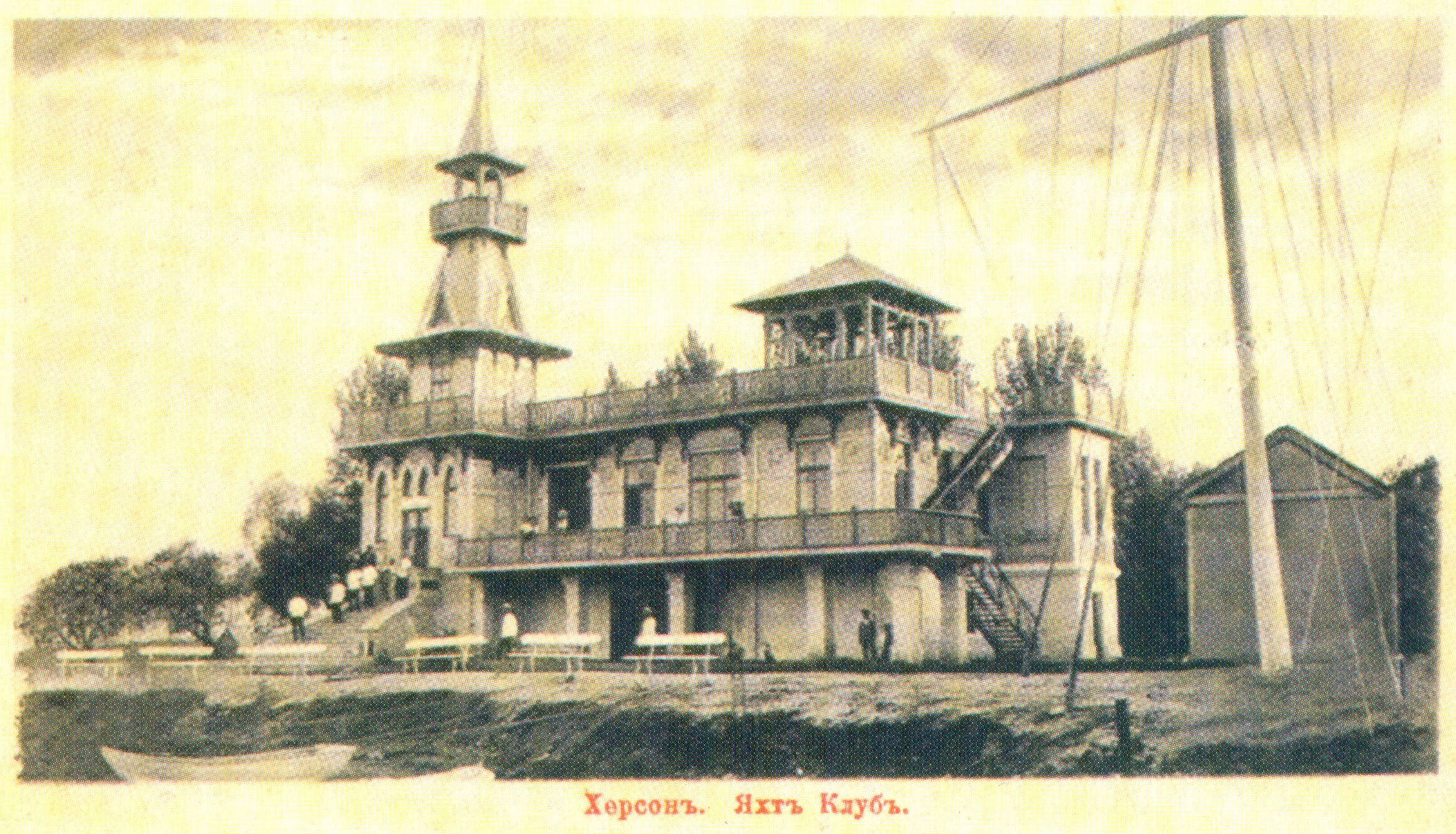
Херсонський яхт-клуб, 1914 р.

У 1914 р. в яхт-клубі базувалося 11 вітрильних яхт, 9 з яких належали членам Херсонського яхт-клубу та 2 яхти, що перебували у власності яхт-клубу.

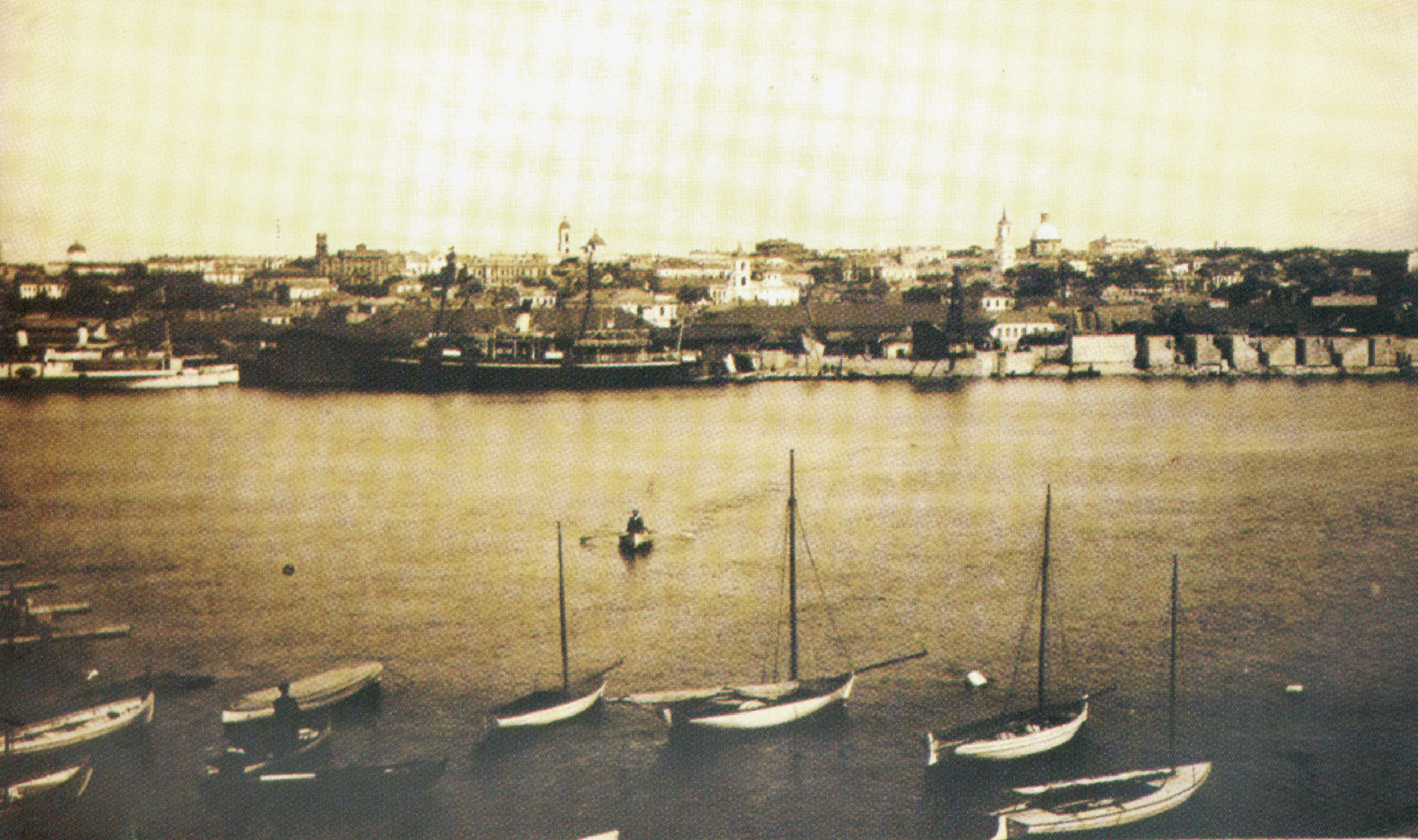
Краєвид набережної Дніпра з оглядового майданчика яхт-клубу, 1913 р.

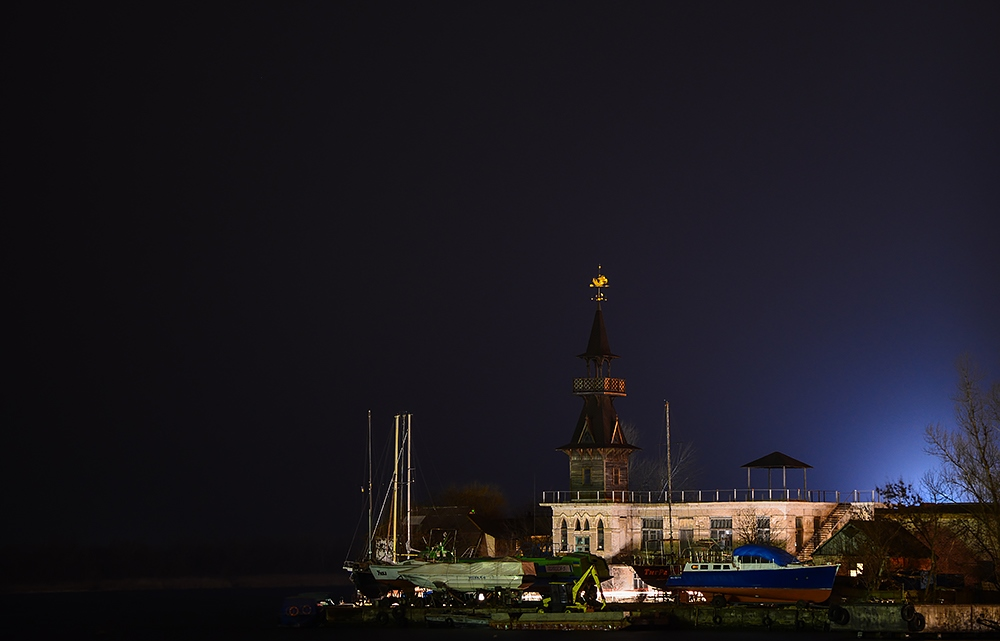
Вид на яхт-клуб вночі. 2015 рік

Після Жовтневого перевороту 1917 р. яхт-клуб не працював, а відновив свою роботу лише влітку 1926 р. На той час у його власності знаходилося п'ять приватних яхт і декілька човнів. З 1932 р. яхт-клуб належав Товариству порятунку на воді та мав у розпорядженні дві яхти. Після війни 1941—1945 рр. від товариства у власність суднобудівного заводу, а у 1952 р. був переданий обласному комітету фізичного виховання та реорганізований в обласну водно-спортивну станцію. В 1960 р., у зв'язку з пожвавленням руху річкових та морських суден в цьому районі, станцію було перенесено в Гідропарк.
З 1970 р. було надано дозвіл на масове виробництво яхт міжнародного класу і спортивних човнів, на території яхт-клубу розмістився Херсонський завод спортивного інвентарю (Карантинний острів, 1).
На заводі було освоєно серійне виробництво шестивеслових ялів для морського багатоборства, човнів для популярного на той час народного веслування, крейсерських яхт міжнародного класу «Фолькбот» і національного класу Л-6 для вітрильних регат і крейсерських плавань. Будувалися вітрильні судна оригінальних проектів за спеціальним замовленням.
Масово виготовлялися високоякісні весла для різних видів гребного спорту (байдарки, каное, академічне веслування). Ця продукція допомагала херсонським спортсменам здобувати перемоги на чемпіонатах Європи, світу й на Олімпійських іграх. Великий внесок в освоєння виробництва і випуску цієї продукції внесли відомі херсонські майстри дерев′яного суднобудування: Коновалов Г. Ф., Черноморченко П. М., Погорелов І. М., Головацький Т. І., Арданов В. І. Впродовж більш ніж 20 років продукція заводу мала незмінний попит.